# Curimopsis tenerifensis
Curimopsis tenerifensis is een keversoort uit de familie pilkevers (Byrrhidae). De wetenschappelijke naam van de soort is voor het eerst geldig gepubliceerd in 1976 door Palm.